# Świadkowie: Światło pamięci niosą następne pokolenia
Świadkowie: Światło pamięci niosą następne pokolenia – wielkoformatowy album wydany przez kanadyjską oficynę Second Story Press, inspirowany przez wystawę Organizacji Narodów Zjednoczonych z 2014 roku opartą na refleksjach i zdjęciach Ocalałych z Holokaustu oraz uczniów, którzy uczestniczyli w Marszu Żywych począwszy od 1988 roku. Wystawa i książka mają na celu edukację nowych pokoleń na temat potworności II wojny światowej. We współpracy z Marszem Żywych, organizacją, która inicjuje wyjazdy na te tereny Polski, gdzie miały miejsce nazistowskie zbrodnie, religijny przywódca z Toronto zajmujący się edukacją na temat Holokaustu Eli Rubenstein opracował tę książkę, która opatrzona została wstępem napisanym przez Papieża Franciszka.
Książka „Świadkowie” posiada unikalną interaktywną cechę: zdjęcia Ocalałych, wyzwolicieli II wojny światowej i Sprawiedliwych wśród Narodów Świata opisanych w książce, opatrzone zostały linkami. Podczas oglądania ich zdjęć na smartfonie lub innym urządzeniu elektronicznym, czytelnik może zapoznać się z fragmentami filmów z ich świadectwami dostępnymi na stronach internetowych Instytutu Historii Wizualnej i Edukacji Fundacji Shoah, USC(założonego przez Stevena Spielberga) lub Projektu Archiwizacji Cyfrowej Marszu Żywych. Istnieją ich tłumaczenia na kilka innych języków, między innymi wydanie polskojęzyczne zaprezentowane w listopadzie 2018 roku w Muzeum Polin, wydanie hiszpańskie („Testimonios; traspasar la antorcha de la memoria del holocausto a las nuevas generaciones”) zaprezentowane w styczniu 2019 roku oraz wydanie hebrajskie (“March of the Living: Passing the Torch of Holocaust Memory to New Generations”), które ukazało się w maju 2019 roku. Wystawa była prezentowana w Państwowym Muzeum Auschwitz-Birkenau do lipca 2016 roku.

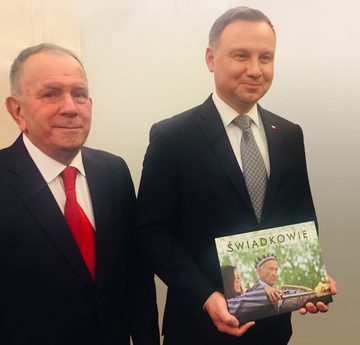
Prezydent Polski Andrzej Duda (po prawej) i Wiceprzewodniczący Marszu Żywych Aharon Tamir (po lewej) z egzemplarzem „Świadków”

## Wypowiedzi Ocalałych

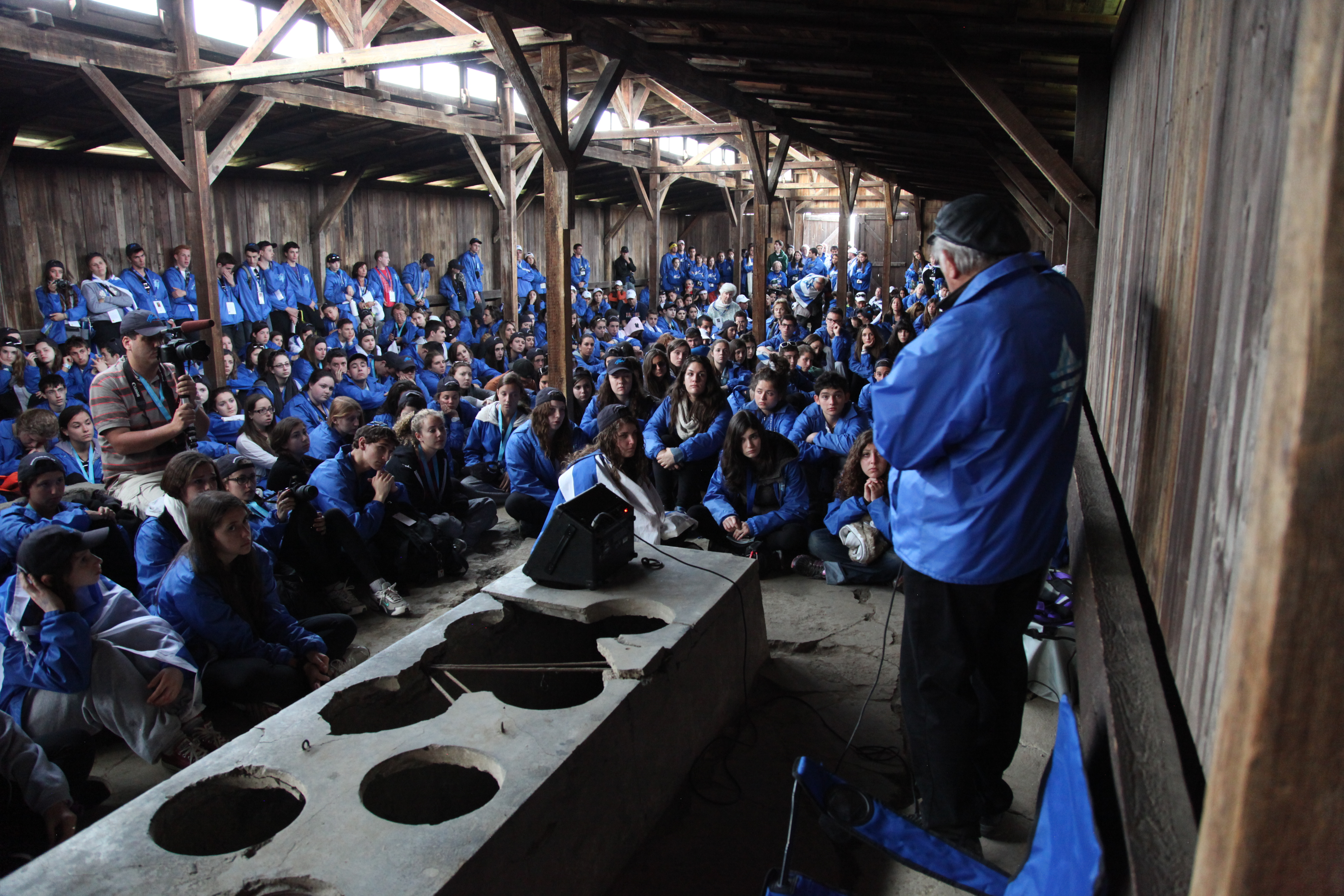
Ocalały z Holokaustu Nate Leipciger przemawia do uczniów w Auschwitz-Birkenau

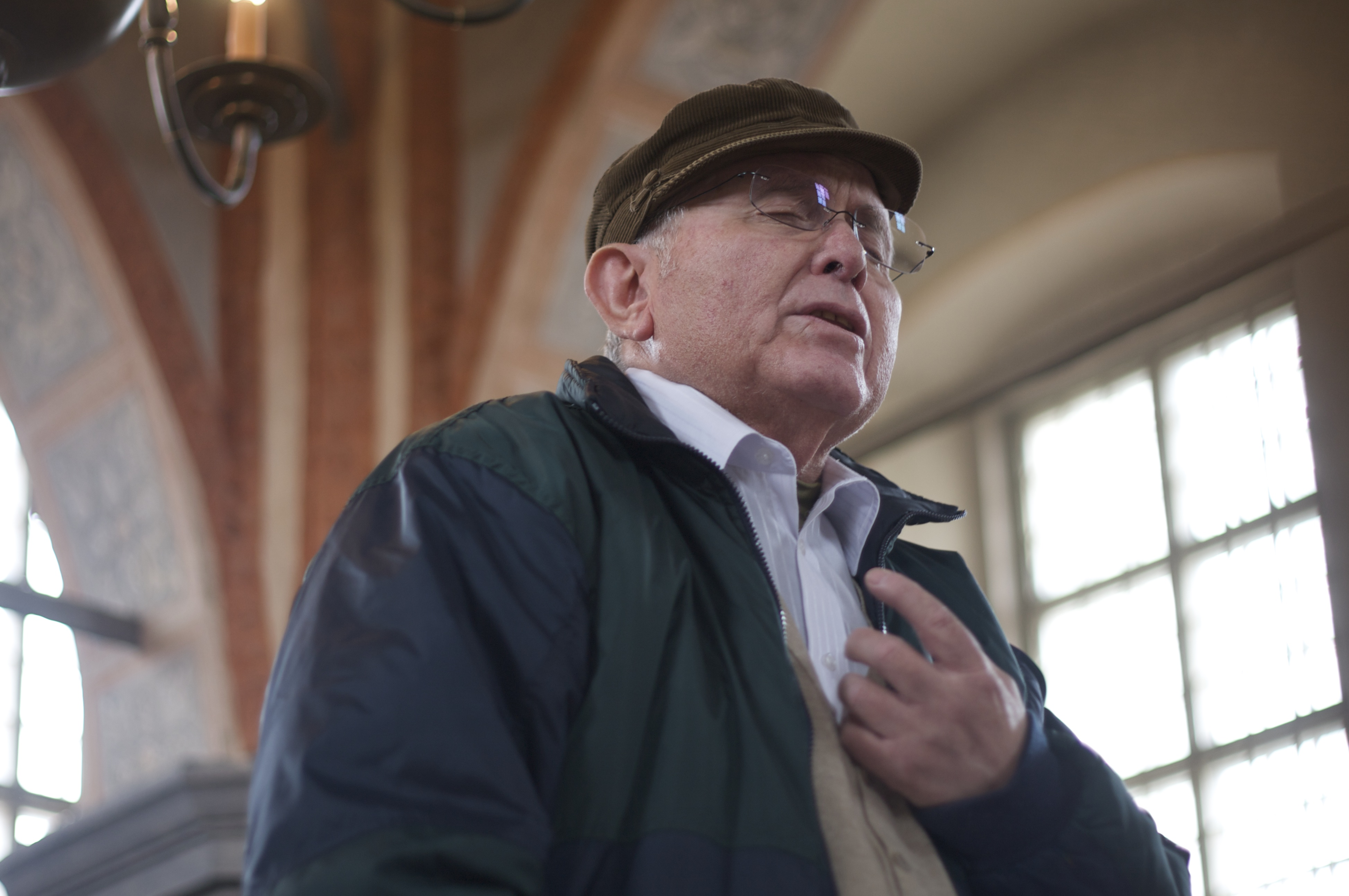
Ocalały z Holokaustu Pinchas Gutter w Wielkiej Synagodze w Tykocinie

„Kiedy masz nienawiść w sercu, nie ma miejsca na miłość „
– Faigie Libman
„Nienawiść zniszczy osobę nienawidzącą”
– Nate Leipciger
„Mocno wierzę, że musimy opowiadać te historie młodym ludziom – oni będą po nas świadczyć. Lecz prezentujmy je w taki sposób, z takimi emocjami, które nie wygenerują takiej samej nienawiści, jaka została skierowana przeciwko nam”
– Max Glauben
„Opowiadam moją historię w celu rozwijania ludzkich uczuć, kropla po kropli. Jak kropla drąży skałę, tak, mam nadzieję, przez opowiadanie mojej historii kolejny i kolejny raz, osiągnę mój cel uczynienia świata lepszym”
– Pinchas Gutter (cytowany przez Prezydenta USA, Baracka Obamę)
„Mimo powszechnej wiedzy, są w dzisiejszych czasach ludzie negujący Holokaust... Powiedziałem w tamtym miejscu i czasie, że szedłbym na czworakach do samego Auschwitz-Birkenau lub dokądkolwiek indziej by opowiedzieć moją historię każdemu, kto chciałbym słuchać. To powód, dla którego biorę udział w marszach i ciągle mówię”
– David Shentow
„Być ocalałym z Holokaustu znaczy mieć wszelkie powody by niszczyć i by nie niszczyć. Mieć wszelkie powody by nienawidzić i by nie nienawidzić... mieć wszelkie powody by nie ufać i by ufać...”
– Elie Wiesel
„Nie miałam możliwości pożegnać się z moją matką. Nie wiedzieliśmy, że trzeba było się pożegnać... Jestem dziś starszą kobietą, a ciągle nie pogodziłam się z faktem, że nie dane mi było przytulić się i pocałować jej ten ostatni raz... Mówi się: 'Kiedy słuchasz świadka, stajesz się świadkiem’. Proszę was tylko byście tworzyli świat, gdzie nikt nie będzie musiał już nigdy więcej żyć ze wspomnieniami takimi jak moje. Proszę, uzdrówcie ten świat…”
– Judy Weissenberg Cohen

## Wsparcie
Archiwum Cyfrowe Marszu Żywych, gdzie przechowuje się wiele plików wideo, do których odnośniki znajdują się w książce, powstało częściowo za sprawą dotacji Departamentu Wielokulturowości kanadyjskiego Ministerstwa ds. Obywatelstwa i Imigracji oraz Konferencji ws. Roszczeń. Projekt Archiwizacji Cyfrowej ma na celu gromadzenie świadectw na temat Holokaustu kanadyjskich Ocalałych, którzy od roku 1988 odbyli podróż do Polski na Marsz Żywych by dzielić się swoimi wspomnieniami z czasów Holokaustu z młodymi uczniami w miejscach, gdzie miał on miejsce.